# Thliboscelus

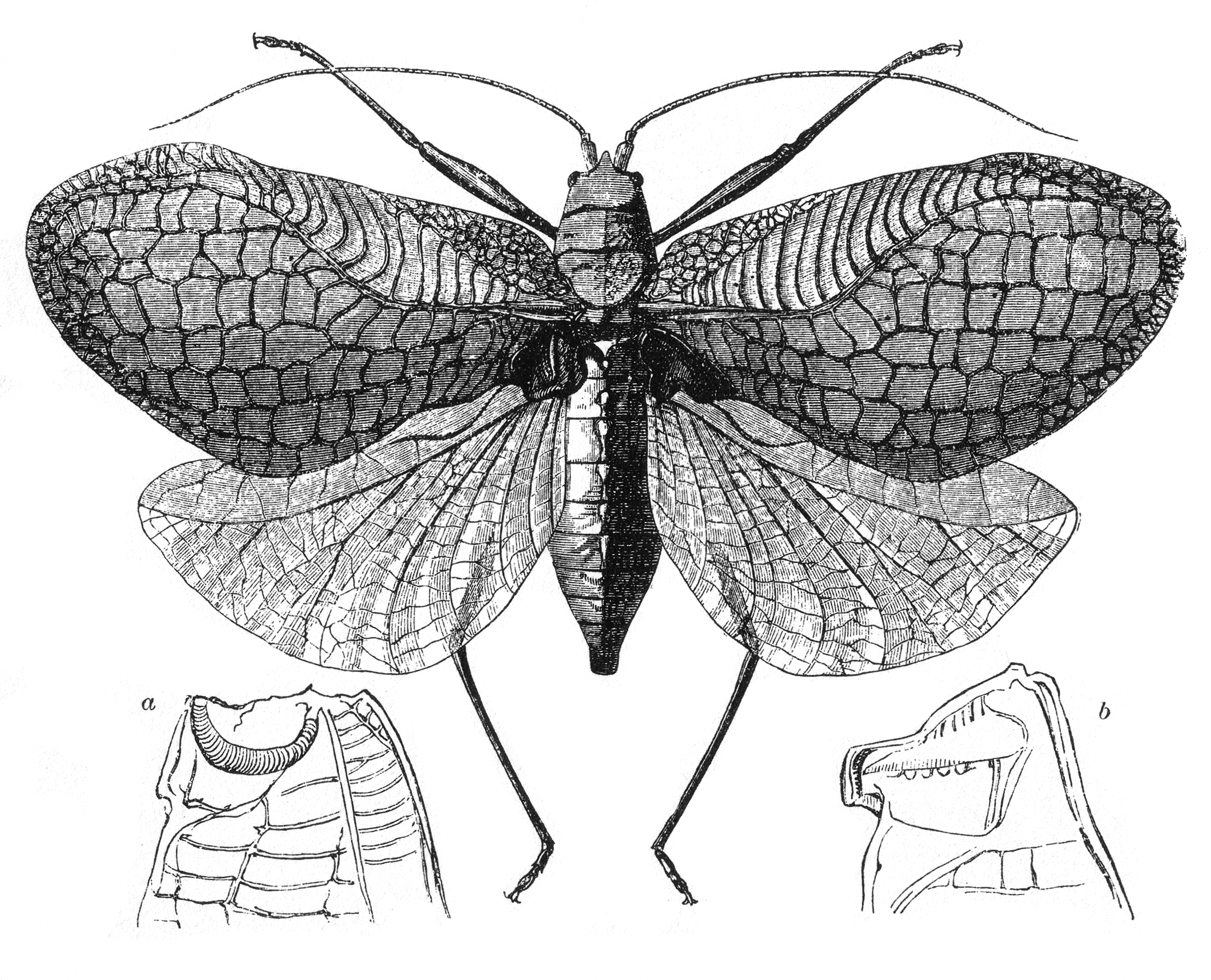
Thliboscelus hypericifolius

Thliboscelus é um gênero de ortópteros da família Tettigoniidae, insetos que compreendem certos grilos ou esperanças. O Tananá (Thliboscelus hypericifolius) é o representante destacado do gênero.